# Arhopala teesta
Arhopala teesta är en fjärilsart som beskrevs av De Nicéville 1886. Arhopala teesta ingår i släktet Arhopala och familjen juvelvingar. Inga underarter finns listade i Catalogue of Life.